# 대한민국–일본 관계
대한민국–일본 관계, 간단히 한일 관계는 대한민국과 일본 간의 관계를 말한다. 한반도 분단 후 일본과 대한민국은 1965년 12월 한일기본조약을 맺어 외교관계를 수립하고, 일본은 대한민국을 한반도 전체의 유일한 합법적인 정부로 인정했다. 대한민국 수립 이전인 한반도와 일본의 관계에 대해서는 한일 관계를 참조.

## 역사
1919년 건국한 대한민국은 1945년 일본의 패망 후 1948년 대한민국의 헌법 제정과 정부 수립 이후 서로 외교 관계가 없다가, 양국은 1951년부터 1965년 6월 22일 한일기본조약(또는 한일협정)이 타결되기까지 14년간 총 7차례에 걸쳐 회담을 가졌다. 결국, 한국의 야당과 국민들의 반발이 거센 가운데, 1965년 6월 22일 도쿄에서 '한-일 양국의 국교관계에 관한 조약'을 조인함으로써 한일 양국의 정부는 수교를 하였다. 1998년 11월 18일에는 1965년에 수교와 함께 체결했던 기존의 어업협정을 파기하고 신한일어업협정을 체결하였다. 2003년 양국은 정상회담에서 공동선언문을 통해 2005년을 한일 우정의 해로 정했다. 2004년 40년간의 기밀이 해제되고 한일 협정 문서가 공개되자, 한동안 논란에 싸였다. 그러나 2005년 한일협정 문서가 공개되면서 미국과 일본 정부의 압박에도 불구하고 한국 정부의 외교적 노력이 상당했음이 드러나 긍정적 평가의 계기가 마련된 측면도 있으나 이와 함께 한일 협정을 통해 한국 정부가 받은 일본의 청구권 자금이 개인 피해자들의 몫이었음에도 불구하고 한국 정부가 이를 경제개발 자금으로 전용한 사실이 재확인되었다.

### 한국의 광복 직후
제2차 세계 대전 중에 전후 일본의 처리와 새로운 아시아질서 수립의 일환으로서 선포된 연합국의 카이로 선언(1943년)과 포츠담 선언(1945년)에 의해서 1945년 한국이 일본으로부터 완전 분리되어 1945년 8월에 주권을 회복하고, 이어서 1952년 일본이 샌프란시스코 강화조약(1951년 9월 체결, 1952년 4월 발효)에 의해 연합국 점령당국으로부터 국권을 완전히 회복한 이후부터 한국과 일본은 동등한 국제적 지위에 입각해서 새로운 관계를 전개하고 있다. 샌프란시스코 강화조약 제2조에 따라서 일본은 한국의 독립을 승인하였고, 따라서 한·일간에 과거의 역사적 관계를 청산하는 새로운 기본관계의 수립을 가져오게 했다. 동조약의 제4조는 35년간에 걸친 한·일 두 나라의 재정적·민사적인 채권·채무관계를 협정에 의해 해결할 법적 근거를 마련했고, 일본은 동조약 제9조에 따라서 한일간에 어업협정의 체결의 의무를 명시받았다. 그뿐만 아니라 일본내에 계속 주거하고 있는 재일 한국인의 법적지위와 처우에 관한 문제 및 기타 일본 통치에서 생긴 양국간의 문제들을 해결함으로써 양국간에 새로운 우호선린관계의 수립을 필요로 했다.
1948년 초가을, 이승만 대통령 내외는 정한경, 김양천 비서, 김동성 공보처장, 이정순 공보국장 4명의 수행원과 함께 일본을 처음으로 방문하였다. 이 방문은 더글러스 맥아더의 초청으로 이루어진 것으로서, 1박2일은 비공식적 사교 방문이었으나, 대한민국이 주권을 회복하고 나서 초대 대통령이 일본 땅을 처음 밟는 것이었다. 1950년 1월 맥아더는 한일 관계의 촉진을 위해서 이승만을 다시 일본으로 초청하였다. 이승만이 한국으로 떠나기 전 자기의 집무실로 요시다 시게루 일본 총리를 불러 이승만과의 회담을 주선해 주었다. 그러나 이해관계가 엇갈려있는 두 노련한 정치가는 양국간 에 근본적인 변화가 없는 한 회담이 필요없음을 잘 인식하고 있었기 때문에 한동안 입을 열지 않고 있다가 요시다 시게루가 먼저 말을 꺼냈다. "한국에는 아직도 호랑이가 많지요", "당신네 조상인 가토가 임진왜란 때 한국을 침략했을 당시 한국 호랑이를 모두 잡아먹어 이제 그것도 없소" 맥아더가 모처럼 주선한 한-일 정상회담은 이 농담으로 유산되고 말았다. 1949년 1월 7일 중앙청 제1회의실에서 대통령 취임 후 처음으로 가진 연두 기자회견에서 이승만 대통령은 대일 배상 청구 문제를 거론하고 쓰시마섬 반환을 일본에 요구했다.

### 1950년대
샌프란시스코 강화 조약에 따라 제2차 세계 대전 이후 1945년 9월 27일 미국이 일본어업의 조업구역으로 설정한 ‘맥아더 라인’이 무효화될 예정이었다. 이승만 정부는 이를 대체할 법안으로 당시 한국과 일본과의 어업분쟁에서 대한민국의 주장에 의한 방위 수역을 설정하고자 한반도 주변 수역 50-100해리의 범위를 가지고 해양 경계선을 획정하고, 1952년 1월 18일 대한민국의 대통령 이승만이 대통령령 ‘대한민국 인접해양의 주권에 대한 대통령의 선언’을 공표함으로써 이른바 "평화선"(Peace Line, Syngman Rhee line)을 설정하였다. 평화선은 된 한국과 주변국가간의 수역 구분과 자원 및 주권 보호를 위한 경계선이다. 이 경계선은 독도를 대한민국의 영토로 포함하고 있다. 일본에서는 ‘이승만 라인’(李承晩ライン)으로 부른다. 이는 오늘날 배타적 경제 수역과 비슷한 개념이다. 이러한 이승만 정부의 선언은 세계를 놀라게 했다. 2월 12일 미국은 이승만의 평화선을 인정할 수 없다고 이승만에게 통보해왔으나 이승만은 이를 묵살하였다.
이 선언에 대해 미국과 일본은 반대하였는데, 특히 당시 일제강점기 이후 외교관계가 정상화 되지 않았던 일본과는 어로 문제, 독도를 포함한 해양 영토 문제로 이후 13년간의 분쟁을 불러일으켰다. 한국은 일본과 중국의 불법 조업 어선을 여러 차례 나포하였으며, 이 과정에서 어업 종사자가 죽기도 하고, 한국 경찰관이 중국에 납치되기도 하였다. 1956년 5월 3일, 대통령 선거를 앞두고 신익희는 한 강연회에서 "만약 내가 대통령에 당선된다면 일본 지도자들과 회담할 용의가 있다. 한일 양국 정부는 무엇보다 먼저 부당한 감정을 청산해야 한다"고 주장하자, 이승만과 자유당은 신익희를 친일분자로 비난하였다. 이승만은 5월 3일 논산훈련소에서 수만 장병이 도열한 가운데 행한 연설에서 "일본과 회동하여 국가의 독립과 자유를 발전케 하겠다는 것은 다시 국권을 일본에게 빼앗겨도 좋다는 것"이라고 주장하였다.
일본이 재일동포의 북송을 추진하자, 대한민국 정부는 1959년 공작원을 일본에 파견하여 니가타 현에서 테러를 기도한 사건이 있었다.
한국 전쟁으로 인해 깊게 관련된 미국은 두 동맹국 간에 난처한 입장에 서게 되었지만, 대체적으로 중립적 입장을 지켰다.

### 1960년대
1965년에 한일기본조약(또는 한일협정)이 타결되기까지, 한국과 일본은 1951년부터 14년간 총 7차례에 걸쳐 회담을 가졌다. 제3공화국 정부는 미국의 압력과 경제개발의 자금 충당이 동기가 되어, 지지부진 하던 회담을 재개하였다. 야당과 학생운동권에서는 일본의 사죄 없는 한일협상은 굴욕외교라며 시위를 벌였고, 조약 조인 이후에도 시위가 격화되자 정부는 위수령을 발하기도 하였다. 이러한 야당과 국민들의 반발이 거센 가운데 ‘한-일 양국의 국교관계에 관한 조약’이 조인되고(1965년 6월 22일), 비준서가 교환(12월 18일)됨으로써, 한일 양국의 정부는 수교를 하였다. 양국은 또한 "일본에 거주하는 대한민국 국민의 지위 및 대우에 관한 협정", "어업에 관한 협정", "재산과 청구권(請求權)에 관한 문제의 해결과 경제협력에 관한 협정", "문화재 및 문화협정에 관한 협정"을 체결하였다. 이 조약들로 한국은 일본으로부터 받은 대일 청구권 자금이 적절했는지 논란이 있어 왔다. 양국 간의 수교로 양국의 대사가 교차 임명되고, 일본의 장관급 인사가 한국을 공식 방문하였다. 미국은 협상의 진전을 위해 독도의 공동소유를 제안하기도 하였으나, 한국은 이를 일축하였다.
미국의 압력과 야당·학생의 반대
미국은 이승만 정권 시절부터 일본과 외교관계를 다시 재개하라는 압력을 한국에 가하였다. 제3공화국 정부는 실패를 거듭해왔던 한일협정 타결에 역점을 두고 1961년 겨울부터 일본과의 협상을 추진하였다. 1961년 10월 20일 재개된 제6차 회담은 급속히 진전되었다. 이는 미국의 압력과 경제 개발을 하는데 지원자금을 충당하는 의미도 있었다. 그러나 일본의 사죄가 없이 한일외교를 재개하려는 것에 대개 야당에서는 굴욕외교라 주장하였고, 장택상, 윤보선, 허정, 박순천, 함석헌 등 야당 지도자들은 굴욕외교 반대라는 명목으로 시위를 하였다. 1964년 6월에는 한일굴욕외교 반대 명분으로 전국 대학생의 시위가 발생했다. 1964년 6월 초, 한국 정부가 총리 김종필을 일본에 파견하자 당시 한일협정에 대해 "굴욕적 한일회담 반대투쟁" 내걸고 시위가 일어나면서 연이어 1964년 6월 3일 서울에서 대규모 시위가 일어났다. 시내 곳곳에서는 학생 시위대와 경찰, 군인 사이에서 격렬한 싸움이 벌어졌다. 이때 정부에선 비상계엄령을 발표후 대학에 휴교령이 내려지고, 언론검열, 집회금지, 영장 없이 체포 구금 등이 이루어졌다. 6·3 항쟁의 주동자로 구속되었던 인물 중에는 고려대학교의 총학생회장이자 훗날 17대 대통령이 되는 이명박 등도 있었다.
학생시위가 수그러들지 않자 박정희는 1965년 8월 25일 저녁 중앙청 제 1회의실에서 전국 방송을 통해 특별담화를 발표하였다. 담화에서 그는 학생들의 국회해산과 조약무효를 주장하는 것과 데모 만능 풍조를 비판하였고, 시위를 독려하며 데모학생을 영웅시하는 교육자 등을 비판하였으며 구 정치인을 학생데모에 의존하여 정부를 전복하려던 반동분자라고 강경한 어조로 비판하였다. 이어 1965년 8월 26일 아침, 경찰력만으로는 치안유지가 불가능하다는 서울시장 윤치영의 건의를 받아들여 서울시 일원에 위수령을 선포하여 학생시위를 진압하였다. 8월 27일 시위 사태에 대한 문책성 인사로 문교부 장관 윤천주와 서울대학교 총장 신태환을 경질하고 후임에 법무부 차관 권오병과 교수 유기천을 각각 임명했다. 한편, 이 사건으로 한일회담을 추진해오던 공화당 의장 김종필이 사임하였다.
국교 정상화
위와 같은 각계의 반발에 불구하고 박정희는 한일 외교를 재개해 나갔다. 결국 1965년에 한일협정을 체결하였다. 대한민국과 일본 양국은 1965년 12월 18일 오전 10시반 중앙청 제1회의실에서 두 나라의 국교정상화를 최종적으로 매듭짓는 기본조약 및 협정에 의한 비준서를 교환했다. 1951년 10월 20일에 제1차 한일 회담이 열린 이래 14년 1개월 28일간에 걸친 양국 간의 교섭을 거쳐 이날 양국 대표는 비준서 교환 의식을 끝냄으로써 두 나라의 수교는 1905년 을사조약을 체결한지 60년 만에 다시 한일협정이 이루어지게 되었다.
협정들의 주요 내용
한일협정외에도 1965년 6월에 양국은 "일본에 거주하는 대한민국 국민의 지위 및 대우에 관한 협정", "어업에 관한 협정", "재산과 청구권(請求權)에 관한 문제의 해결과 경제협력에 관한 협정", "문화재 및 문화협정에 관한 협정"을 체결하였다. 특히 기본조약 제2조에 의해 일본은 한국에 대한 과거 일본의 침략적인 모든 조약과 협정을 법적으로 무효화시켰고, 한·일간의 불행한 과거를 청산했다. 재산 및 청구권에 관한 해결 내용은 일본이 한국에 10년간 무상(無償)으로 3억 달러를 지불하는 동시에 정부간 차관으로 2억 달러를 연리(年利) 3.5%, 7년 거치(据置) 20년 상환의 조건으로 10년간에 제공하며, 1억 달러 이상의 상업차관(商業借款)을 제공키로 약속되었다. 이 합의는 양국간의 경제협력의 계기를 마련하였다. 또한 일본정부는 60만 재일교포에 대한 법적지위 및 처우 문제의 역사적 배경을 고려하여 이들과 이들 자손에게 일본 영주권을 획득할 권리를 부여했고, 이들이 일본의 국법을 위반하여 중형에 처해지지 않는 한 이들이 일본으로부터 강제퇴거 및 송환당하지 않도록 이들의 주거보장을 약속했을 뿐만 아니라, 교육·생활보호 및 국민건강에 있어 일본국민과 동등하게 대우할 것을 원칙적으로 합의했다. 이 협정으로 인해 재일교포의 생활을 안정시키고 한국정부의 법적·외교적 보호를 받게 되었다. 또 어업협정은 평화선(平和線)을 12해리의 한국의 배타적인 어업관할 수역(水域)으로 대치했으며, 한국의 인접수역에 있어 어업자원의 보존·개발, 어민의 권익보장, 양국간의 어업협력을 내용을 했다.
보상금 논란
한일협정 과정에서도 보상금 8억 달러라는 보상금을 놓고도 적은 액수라는 비판이 있었다. 한일협정의 내용 중 대일 청구권 자금으로 불리는 식민지 지배에 대한 보상이 적절했는가에 대해 논란이 있다. 일각에선 이 협정에 대해 ‘굴욕 외교’라는 비판을 하고 있다. 여러 가지 문제로 인해 결렬되어 오랫동안 결론이 나지않던 한일 협정은 완전타결을 보았다. 그를 통해 받은 대일 청구권 자금은 후일 한국 경제를 도약시키는 밑거름이 되기도 했으나, 지금까지도 일본군 위안부 및 일제에 의해 징병 혹은 징용당한 사람들에 대한 보상은 적절치 않았다는 주장이 있다. 청구권문제와 함께 어업문제, 문화재반환문제도 한국측의 지나친 양보가 국내에서 크게 논란이 되었다. 현재 일본측에서는 한일 협정을 통해 모든 보상을 마쳤다는 공식 입장을 표명 중이다. 이에 대해 일본군 위안부 피해자들은 현재까지 주한 일본 대사관 앞에서 시위를 계속하고 있다. 한일 수교의 조건으로 이승만은 20억 달러를 요구했고, 장면은 28억 5천만 달러를 요구했다. 필리핀은 14억 달러를 받았다. 한편 북한은 계속해서 일본에게 과거사 배상금을 요구하고 있으나 아직까지도 전혀 배상을 받지 못하고 있다. 한일협정 체결 5개월 전 독도밀약이 있었고, 이 밀약은 독도가 우리땅임을 사실상 포기한 것이라는 비판이 있다.
외교 인사 교류
1965년 12월 18일, 일본의 시나 에쓰사부로 외무대신이 방한하였고, 일본 정부는 북한계 한인 3명에 일본 재입국을 허가하였다. 1966년 1월 14일, 김동조 주한 초대 대사가 쇼와 천황에게 신임장을 제정하였다. 1월 17일, 재일한인의 법적지위협정이 발효되었다. 2월 6일, 일본은 10명의 북한행 민간사절단을 승인하였고, 2월 15일 한일어업공동위 준비회의가 개최되었다. 2월 25일, 한일어업공동위원회 제1차 정기회의가 개최되었다.
독도 문제
딘 러스크 당시 미국 국무장관은 1965년 5월 17일 미국을 방문한 박정희에게 독도 문제 해결을 위해 한국과 일본이 독도에 등대를 설치해 공동 소유하는 방안을 제의했으나 “있을 수 없는 일”이라고 일축하였고 미국의 한일간 외교장관 회담 제의에 대해서도 “일본이 우리 입장을 받아들인다면 별도 회담 없이도 문제가 해결될 것이고 받아들이지 않는다면 회담이 무의미하다”고 발언하였다. 하지만 1965년 1월 이미 독도밀약을 맺었다. 그 해 6월 22일 독도를 공동규제수역으로 규정하는 한일어업협정을 발표했다.

### 1970년대
1970년대에 한·일 관계의 전개에 중요한 관건이 되는 것은 강대한 경제력을 배경으로 한 일본이 아시아의 강국으로 등장함에 따라서 첫째는 아시아에 있어서 일본의 역할과 한반도에 대한 일본의 영향이었으며, 둘째는 앞으로 한일간의 경제협력의 내용과 방향이었다. 다시 말해서 리처드 닉슨 미국 대통령의 중화인민공화국 방문(1972년), 다나카 가쿠에이 총리의 중화인민공화국 방문(1972년), 베트남 전쟁 종결(1975년), 남·북한간의 대화 등 복잡하고 다원적인 아시아의 정치·군사정세 등의 급박한 변화속에서 금후 일본의 기본적인 군사·외교·경제정책이 한반도의 통일과 한국 대 북한의 대결에 어떻게 영향을 줄 것인가가 문제였다. ⑴ 한·일 경제협력과 국교정상화가 이루어진 후부터 한·일 양국간의 협력면에선 가장 활발히 진행되어 온 부분은 경제면이다. 그 이유는 원래 한·일 관계 정상화에 있어서 한·일 양국이나 이를 적극 추진시킨 미국이 경제협력에 역점을 두었기 때문이다. 지금까지 해외지출로 막중한 부담을 느껴온 미국은 한·일 관계의 정상화로 일본이 한국에서 미국의 경제부담을 대신하여 주기를 희망했다. 일본에서 볼 때 한국과의 관계정상화는 제2차대전 이후 처음으로 일본이 경제적 번영에 힘입어 아시아에서 새로운 지도적인 역할을 할 수 있는 기회를 마련할 수 있는 것이다. 또 한국의 입장에서는 막대한 외자(外資)를 필요로 하는 경제개발의 추진에 있어 일본의 자본을 필요로 했고, 한국은 일본과의 경제협력을 통해서 자립경제를 달성함으로써 사회적·경제적 안정과 국가안보를 보장하고자 했다. 국교정상화 이후 1970년 말까지 일본은 한국에 약 8억 달러의 무상 차관·직접투자를 했으며, 150여 종의 기술협력을 제공했다. 심화되고 있는 양국간의 경제관계는 급속도로 증대되어 가는 무역량으로 알 수 있는데, 무역량은 1965년의 2억 1,000만 달러에서 1970년의 12억 4,300만 달러로 늘어났다. 그러나 한·일 경제협력은 무역량·자본도입·기술도입에 있어 일방적인 일본지배의 경제협력이었고, 한국에 극히 불리한 무역역조(貿易逆調)를 둘러싼 양국간의 불화와 마찰은 계속되고 있다. 그럼에도 불구하고 한국에 대한 일본의 영향력은 지대하였다는 것은 주지의 사실이고, 한국의 제3차 경제개발 5개년계획도 외자조달면에서 일본에 상당한 의존을 하지 않을 수 없었다. 이러한 면에서 볼 때 한·일 경제협력은 한국의 안보태세와 정치적 입장을 간접적으로 강화시켰다고 할 수 있겠다. 앞으로도 한·일 경제협력으로 인한 상호이익이 무엇보다도 가장 월등한 비중을 차지하는 한 경제협력은 계속될 것으로 기대된다. 물론 이러한 경제협력을 통해서 일본에의 정치적·경제적·문화적 예속화의 가능성을 전적으로 배제한 것은 아니다. ⑵ 한·일간의 정치문제 ― 한·일간의 정치적 관계는 피상적으로 볼 때 일본이 성의를 다하여 한국의 정치적 입장을 옹호한 것으로 되어 있다. 그러나 한·일간의 정치적 관계는 만족스러운 것이 되지는 못했다. 일본은 한일 기본조약에서 한국 정부가 유엔 총회의 결의에 따라 한반도에 있어서의 유일한 합법정부임을 확인한다고 했다.
일본 정부는 1969년의 닉슨·사토 성명에서 '한국의 안전은 일본 자신의 안전에 긴요하다'고 함으로써 한국의 정치적 입장과 안보의 중요성을 명백히 인정하는 듯했으며, 그 뿐만 아니라 일본은 미국과 사전협의에 의해서 한반도에서의 심각한 군사적 사태의 도발에 대비하여 일본과 오키나와를 미군기지로서 계속해 제공하겠다는 언질을 수차 한 바 있다. 한국에서도 한국의 안보와 외교의 강화는 대미·대일협력을 통해서 달성한다는 기본적 입장을 천명해 왔다. 그러나 1972년 9월의 일본·중국이 관계를 개선하여 일본이 중화민국을 제외한 중화인민공화국만을 유일한 합법정부로 인정하였기 때문에 미·일 안보조약의 성격과 적용범위가 수정되고, 이로 인하여 한·일 협력관계가 상당한 영향을 받지 않을 수 없었다. 지금까지 일본은 유엔에서 미국과 더불어 한국의 입장을 충실히 지지했고, 아스팍을 창설하는데도 한국과 보조를 같이 하였으며, 한·일 정기각료 회담, 한·일 의원간담회, 한·일 협력위원회(韓日協力委員會)를 통해서 양국은 정부·민간간의 협력과 교류체제를 강화해 왔다.
그러나 이와는 별도로 1965년 이후 한·일간의 최대의 정치적인 불화의 초점은 북한을 포함한 대공산권 정책에 있다. 이러한 불화는 한·일 기본조약 제3조의 해석에서부터 시작된다. 한국은 제3조에 의거해서 일본이 법적으로 한국정부를 한반도 전역을 통할하는 유일한 합법정부로 인정한 것으로 주장해 왔다. 따라서 일본은 북한이 불법정체(不法政體)임을 확인했고, 북한과는 여하한 공식적 관계도 가질 수 없을 뿐만 아니라 한국을 불리하게 하는 여하한 인적·물적 접촉과 교류도 가질 수 없다는 입장을 취해 왔다. 그러나 1962년부터 일본은 한반도에 '두 개의 한국'이 사실상 존재하고 있다고 해 왔고, 1965년 조약 이후에도 한국의 주권은 한국이 실질적으로 통치하는 휴전선 이남에 한한하다고 공식적으로 말해 왔다. 따라서 일본측은 정경분리 원칙을 적용하여 북한을 실질적 존재로 취급하여 왔다. 이러한 일본의 대북한정책 역시 다나카 가쿠에이 수상의 중화인민공화국 방문 이후 시일이 감에 따라 변경되어 왔다는 것도 사실이다. 일본의 대한정책의 불투명성은 한반도가 2개의 정체로 분단된 사실과 이로 인해 생긴 일본을 포함한 강대국의 이해관계 때문이며 또 한반도 분단의 부산물로서 생긴 재일교포들의 남북한 체제에 대한 양분된 정치적 상충성문제 등 일본이 안고 있는 정치적 고민 때문이었다. 이러한 일본정부의 태도는 재일교포의 북송(北送), 친 북한상사와 각서무역(覺書貿易)을 통한 플랜트 및 전략물자의 수출, 조총련계(朝總聯系)의 일본재입국 사증(査證) 발행, 북한의 공식호칭 사용, 재일교포의 국적 정리, 북한과 일본간의 각계 인사들의 교류 등의 문제와 시비로서 나타났다. 한국은 일본의 이와 같은 대북한 접촉과 교류가 일본정부의 묵인 내지는 장려 때문에 가능하다고 보았다. 이것은 한국의 안보와 정치적인 입장을 상대적으로 약화시키는 행위로서 비춰졌다. 중국의 유엔대표권 획득과 리처드 닉슨 미국 대통령의 베이징 방문(1972년)에 충격을 받은 일본은 중화민국과의 조약(1952년)을 폐기하였으며, 중국만을 유일한 합법정부로 인정하고 국교를 정상화하였다.(1972년) 그동안 한국은 북한의 존재를 사실상 인정하지 않고 남한 단독의 UN 가입을 주장하면서 남북한 동시가입을 반대해 왔다. 그러나 1970년대 후반부터는 기본 외교정책을 바꿔 계속 남북한 UN 동시가입을 추진하였으며, 이것은 일본의 한반도 정책과 일치하는 것이 되었다. 또한 일본은 카터와 동북아시아 군사외교정책이 발표된 이후 그전에 취했던 한반도 정책보다 더 조심스럽게 남북한의 현상고정화 정책을 은밀히 추진하였다. 이는 한국의 분단체제 현상 유지를 바라는 일본의 태도라 볼 수 있을 것이다. 1991년 남북한은 결국 UN 동시 가입을 하였으며, 일본과 북한, 일본과 남한과의 관계는 복잡한 양태로 변화해 왔다. 최근에는 독도문제·종군위안부 문제·어업협정 문제 등으로 한·일 간의 감정 대립이 두드러지고 있다.

#### 1970년대 초반의 일본의 대한 정책
일본의 국가이익으로 볼 때 기본적인 외교·안보의 진로가 바로 미·일 체제를 통해서 아시아에서 현상유지 내지 현상개선정책을 취하는 것이며, 미국의 주도하에서 일본의 지위를 높이는 것이기 때문에 일본의 기본적인 대한정책은 미국과 한국의 현단계가 유지되는 한 미국의 대한정책과 근본적으로 다를 바 없이 동일한 보조를 취할 것으로 기대된다. 최근의 일반적인 긴장완화 추세에도 불구하고 만일 한반도에 새로운 북한의 침략이 야기되는 가상적 사태가 온다면 한·일 기본조약과 지금까지 심화된 양국의 관계에서 오는 도덕적·정치적 의무, 미일 안보조약과 한미 방위조약으로 얽힌 삼각관계에서 오는 일본의 입장, 오키나와 반환에서 미·일간에 양해된 사전협의 조항과 일본 자신의 국가이익 때문에 일본은 그들의 헌법이 허용하는 범위내에서 한국에 가능한 모든 협조를 취하지 않을 수 없을 것이다. 근래 일본의 대북한정책은 동·서간의 접촉과 긴장완화 추세를 보아 불가피한 현실인 것이다. 앞으로 미·중국, 일·중국의 접근에 뒤따라서 아시아의 정세에 많은 변화가 온다고 가상할 때 일본은 이에 대비해서라도 인접한 북한과는 어느 정도 제한된 관계를 유지해 보겠다고 하는 것으로 본다. 그러나 일본의 대북한정책은 현재의 한·미관계가 지속되는 한, 또 한반도에 극적인 정세의 호전(好轉)이 없는 한 '모든 나라와 우호관계를 맺는 것이 외교의 기본원칙'이라는 상징적 테두리를 벗어나지 못할 것이다. 그러기 때문에 일·중국 국교정상화에도 불구하고 근본적으로 보수적인 일본은 극동에서 한·미·일의 3국 협력체제 속에서 한·일 관계를 계속 유지할 것으로 기대된다. 최근의 미·중국과 일·중국 관계개선은 어느 의미에서 이러한 협력체제의 존속을 가능하게 한다고 할 수 있다. 한국 역시 '새 시대의 국제조류에 능동적으로 참여'하겠다는 탄력성 있는 외교정책을 기도하고 있는 이때 일본의 지위와 위신을 매개로 북한을 포함한 적성국가(適性國家)들의 호전성을 둔화시킬 수 있도록 보다 적극적이고 다각적인 협력을 구해야 할 것이다. 이와 같은 한국의 새로운 정책은 금후 아시아에서 새로운 역할을 추구하는 일본 외교의 지향과 화합되는 것이기 때문에 이것은 한·일간의 정치적 협력을 보다 긴밀하게 강화시키는 기반이 될 수 있다.

#### 대륙붕 문제
1970년 6월에는 제주도 남쪽 8만km2를 제7광구로 정하고 한국령으로 공식 선포했다. 하지만 1972년 당시 정설이었던 자연연장설에 의하면 대한민국이 유리한 처지에 있었으나 박정희는 공동개발하기로 합의하였다. 1972년 일본이 “한일간의 중간선에서 일본 쪽으로 넘어온 부분은 양국이 50%씩 지분을 갖고 공동개발하자”고 제의한 것이다. 현재 일본은 공동개발이라는 지위를 이용해 계속 지연시키고 있다. 계속 지연시키면 2028년 대륙붕협정이 만료하는 날 자연연장설 대신 UN의 새 해양법이 적용되어서 일본에 유리하게 된다. 한국이 이 제안을 받아들여 1974년 한일대륙붕협정이 맺어진다. 일본이 이렇게 나오 것은 제주도와 중국 대륙에 붙어있는 7광구의 해저지형 때문이었다. 일본과 7광구는 깊이가 8000m에 이르는 ‘오키나와 해구’가 갈라놓고 있다. 당시까지 지배적 이론이었던 자연연장설로 볼 때 일본이 결코 유리하지 않은 상황이었던 것이다.

#### 1970년대 초,중반의 한일관계
한·일 국교 정상화 이후 경제 및 정치·외교적인 면에서 가장 밀착해 오던 한·일 관계는 1973년 8월 8일 도쿄 그랜드 팔레스 호텔에서 일어난 김대중 납치 사건으로 냉각되기 시작했다. 이어 1974년의 민청학련 사건에 일본인 두 사람이 관련되어 구속되자 한·일 관계는 극히 악화되어 일본 국내에서는 대한(對韓) 경제협력의 중단론까지 나올 지경이 되었다. 이런 냉각 상태가 계속되고 있던 중 1974년 8월 15일에는 재일 동포 문세광에 의한 대통령 저격음모 사건이 일어나면서 육영수가 희생되자 한일 관계는 최악의 위기에 접어들게 되었다. 대한민국 내에서는 광복회를 비롯한 사회 단체가 연일 반일 시위를 벌이면서 양국간의 국교단절이라는 극한 상태로까지 몰고 갈 위기감이 감돌게 되었다. 여기에다 당시 일본 기무라 도시오 외상은 '한국은 한반도의 유일 합법정부가 아니다'는 발언까지 하여 한국에서의 반일운동을 자극시켰다. 그러나 시나 에쓰사부로가 이끄는 일본의 진사(陣謝) 사절단의 내한과 한·일 양국간의 협상으로 서서히 냉각관계를 청산하고 정상을 되찾게 되었다. 물론 지금도 한·일 양국은 김대중 사건, 대륙붕협정 비준안, 독도 문제 등의 미해결 사항 때문에 가끔 냉각기가 잦아지고 있기는 하지만 궁극적으로 상호 협조하고 있다.

### 1980년대의 한일관계
1980년대 양국은 일본의 역사교과서 문제, 재일한국인 지문날인제도, 일본의 대북 접근 등 주로 일본이 야기시킨 각종의 현안 때문에 갈등을 빚었다. 전두환은 대통령 재임 중, 한국의 대통령으로서는 처음으로 공식 석상에서 한국에도 국권피탈의 책임이 일부 있었다고 인정해 당시 일본 언론에서도 크게 보도됐다. 1981년 8월 15일에 있었던 제36주년 광복절 기념식에서 가진 연설에서 "우리는 나라를 잃은 민족의 치욕을 둘러싸고 일본의 제국주의를 꾸짖어야 하는 것이 아니고, 당시의 정세, 국내적인 단결, 국력의 약함 등 자책하는 자세가 필요하다"라고 주장했다.또 이듬해 1982년 8월 15일의 광복절 기념식전에서도 그는 일본 정부의 역사 교과서 왜곡 문제에 의해 일본인에 대한 택시 승차거부가 일어나는 등 반일 감정이 소용돌이치고 있던 때 강경적인 자세를 보이면서도 "이민족 지배의 고통과 모욕을 다시 경험하지 않기 위한 확실한 보장은, 우리를 지배한 나라보다 살기 좋은 나라, 보다 부강한 나라를 만들어내는 길 밖에 없다"라고 하여 맹목적 '반일'(反日)이나 '배일'(背日) 보다는 실력을 형성하여 일본을 이기는 '극일'주의를 강조했다.

### 김대중 정부 시기의 한일 관계
1990년대 양국은 계속되는 정상회담을 통해 우호협력관계를 강조했지만, 양국 사이에는 독도와 종군위안부, 어업협정 개정 및 배타적 경제수역(EEI) 설정 문제 등으로 팽팽한 긴장이 흐르기도 했다. 한편 양국은 2002년 월드컵 공동개최를 위해 '긴밀한 연락체제'를 유지키로 하고 양국 역사를 공동연구할 민간지식인 회의를 발족시키기로 했다.
1998년 11월 한일어업협정이 다시 체결되었다. 그 결과 독도가 한일 배타적 경제 수역 안에 놓이게 되었다. 이에 대해 독도의 영유권이 침해당했다며 헌법재판소에 헌법소원심판이 청구되었는데, 헌법재판소는 어업을 위해 양국이 정한 수역과 섬의 영유권 내지는 영해 문제는 서로 관련이 없다 하여 이를 기각했다. 2002년 월드컵 한일 공동 개최를 통해 한일관계 증진에 기여했다.

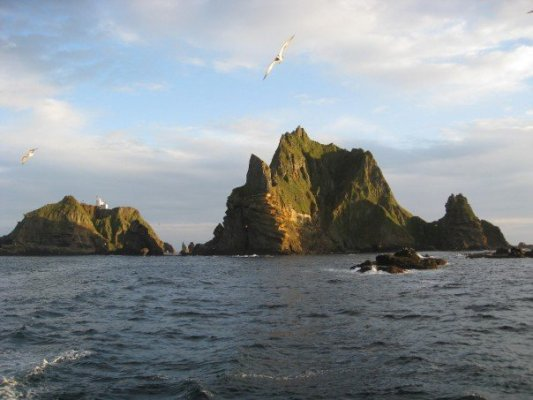
독도

독도를 대한민국의 영토인데도 이를 중간수역으로 설정하면서 일본의 독도강탈 시도를 그대로 받아 들였다는 주장이 있다. 제성호 교수는 이런 중간수역은 일종의 '분쟁수역'이라고 평했다. 독도를 한일중간수역에 놓이게 한 신 한일어업협정을 수정해야 한다는 일각의 주장에 대해 최낙정 전 해양수산부 장관은 "실효성이 없다"고 일축했다. 협상을 다시 한다고 해도 일본이 독도를 우리 땅으로 인정해주지도 않을 것이고, 또 다른 마찰을 일으킬 수 있기 때문에 실효성이 없다"고 밝혔다. 그는 이어 "신 한일어업협정은 김영삼 정부 때부터 5년 간 진행되다 김대중 정부 들어 마무리 된 것"으로 "독도 영유권을 훼손했다고 보지도 않는다"고 말했다. 최낙정 전 장관은 또, 독도가 배타적 경제수역이 아닌 한일중간수역에 놓인 것이 일본의 독도 영유권 주장에 빌미를 준 것 아니냐는 질의에 "어업협정은 영토 영유권 문제와는 무관하다"고 설명했다. 최 전 장관은 "신 한일어업협정 조문에서 이 협정은 영유권에는 전혀 영향이 없다고 밝히고 있고, 헌법재판소나 국제사법재판소 역시 어업협정은 어업 문제에만 국한됨을 판시했다"고 덧붙였다. “박정희 정권 아래에서 이루어진 독도밀약과 한일협정이 독도가 우리땅임을 사실상 포기한 것”이라는 주장이 있다.

### 노무현 정부 시기의 한일 관계
2003년 6월, 도쿄에서 열린 노무현 대통령과 고이즈미 준이치로 총리와의 정상회담에서 공동선언문을 통해 2005년을 한일 우정의 해 2005로 지정하였다.
역사교과서 왜곡과 독도 영유권 주장 문제로 정부는 강경대응책을 펼쳤다. 외교부는 항의 성명을 발표하고, 주한일본대사를 초치하는 등 양국 관계는 위기를 맞게되었다. 또한 이같은 일본의 우경화 움직임 때문에 대한민국 내에서는 반일감정이 고조되었다.

### 이명박 정부 시기의 한일 관계
이명박정부는 ‘과거사에 얽매이지 말고 미래로 나아가자’를 모토로 일본과의 우호적인 관계를 추구하였다. 하지만 오히려 일본 교과서의 독도 자국 영토 명기사건이 발생하면서 한일관계의 긴장이 고조되고, 미국지명위원회(BGN)에서 독도를 주권미지정지역 ‘리앙쿠르 섬’으로 명시한 상황이 밝혀져 이명박 정부의 대일 외교 정책에 대한 의구심이 증폭되었다.
이후 대한민국 정부의 외교 총력 대응으로 일주일 만에 미국 부시 행정부에서는 한국령으로 독도의 지위를 원래대로 바꾸었다. 전문가들은 “국제사회에서 한국 편을 서거나 일본 편을 서게 하는 식의 단순한 대응은 곤란하다”면서 “역사적 맥락을 강조하며 일본의 야욕을 무력화하는 설득력있는 외교노력이 어느 때보다도 중요하다”고 평가했다.
한편 일본 방위성이 발행하는 2008년판 방위백서에 독도 영유권과 관련된 일본측 표기 문제로 한일 관계가 다시 냉각되었다. 대한민국 국방부는 9월 5일, 일본 정부가 각료회의를 열고 독도가 자국 영토라는 주장을 담은 2008년 방위백서를 의결한 것과 관련해 “한일관계 미래지향적 발전 가로막는 행위”라며 한국 주재 일본 자위대 국방무관을 불러 항의하였다. 이처럼 일본 방위성은 방위백서를 2008년까지 4년 연속 “독도는 일본땅”으로 명시하면서 태도를 바꾸지 않고 있어 한일 관계의 잠재적 마찰 가능성이 우려되었다.
이명박 대통령은 3번째 한일 정상회담을 열어서 한일관계의 ‘셔틀외교’를 복원하자는 의견에 합의하여 아소 다로 일본 총리는 2009년 1월 11일에서 1월 12일까지 이틀간 취임 후 처음으로 한국을 방문하였다. 당시에 아소 총리가 방한하게 되면 한일 정상간 셔틀외교가 다시 복원되는 의미를 갖고있다는 평가가 있었다. 이 회담에서 아소 다로 일본 총리는 “한일 경제연대협정이 필요”하다고 역설했다. 그러나 독도 문제와 역사 문제 등 민감한 문제는 논의되지 않아 ‘절반의 성과’에 그쳤다는 지적이 있다.
한편, 2008년 7월 9일 일본 홋카이도 도야코 G8 정상회담 기간 중 한일 정상이 만났을 때 후쿠다 야스오 총리가 중학교 사회과목을 가르치는 새 학습지도 요령해설서에 “독도 영유권을 명기할 수밖에 없다”고 전했을 때 “지금은 곤란하다, 기다려달라”라고 말한 것으로 요미우리 신문은 보도했다. 청와대는 이 사실을 부인했으며, 결국 2009년 8월에 민주당 및 일부 시민들이 이를 보도한 요미우리 신문에 대해 사실 여부 확인을 위한 손해배상과 정정보도 청구소송을 냈으나 패소했다.

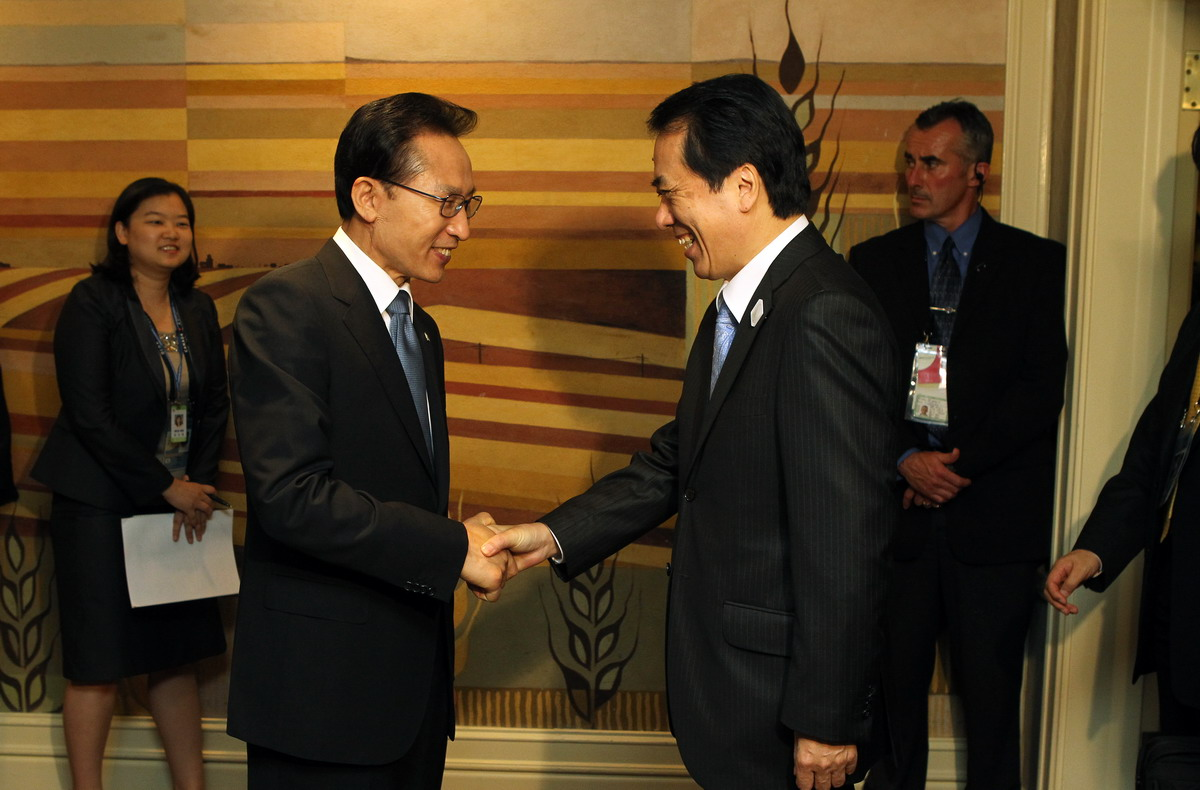
캐나다 토론토에서 열린 G-20 정상회의에서 이명박 대통령이 간 나오토 일본 총리와 악수를 나누고 있는 모습

하토야마 유키오가 이끄는 일본 민주당 내각의 등장으로 외교 관계는 새로운 국면을 맞이하였다. ‘한중·한일 연쇄 정상회담’에서 아시아 외교를 중시하는 하토야마 일본 총리는 “민주당 새 정권은 역사를 직시할 용기를 가지고 있다”면서 양국의 과거사 문제에 대한 전향적인 자세를 나타냈다. 북핵문제 해결을 위한 한일간 공조에도 합의했다. 특히 한미간 합의된 ‘그랜드 바겐’ 처리 방식에 대한 지지, 재일 한국인의 참정권 문제의 해결을 위한 노력 등을 통한 한일 관개 개선 의지 등은 이전 자유민주당 정권과 다른 방식의 접근으로 평가되었다.
2009년 12월 14일, 일본 민주당의 오자와 이치로 간사장은 방한한 자리에서 “일본과 일본 국민으로서 사죄하지 않으면 안 될 역사적 사실이 있다”면서 한국에 대한 과거사 문제에 사과하였다. 하지만 12월 25일에 문부과학성이 일본의 독도 영유권을 고수한 고등학교 지리·역사 과목의 새 교과서 학습지도요령 해설서를 발표하자 정부는 ‘유감’을 표시하였다. 하지만 가와바타 다쓰오 문부과학대신이 “다케시마(竹島)는 우리의 고유 영토로, 정당하게 인식시키는 것에 어떤 변화가 있는 것은 아니다”라고 밝히자 이에 대해 유명환 외교통상부 장관이 주한일본대사를 불러 항의하는 등 갈등이 발생하였다.
이명박 대통령이 2012년 8월에 대한민국 대통령 역사상 최초로 독도를 방문하고 아키히토에 대해 과거 일제강점기 시대의 잘못을 사죄하라는 발언을 하여 한일 관계가 급속도로 냉각되기도 하였다.

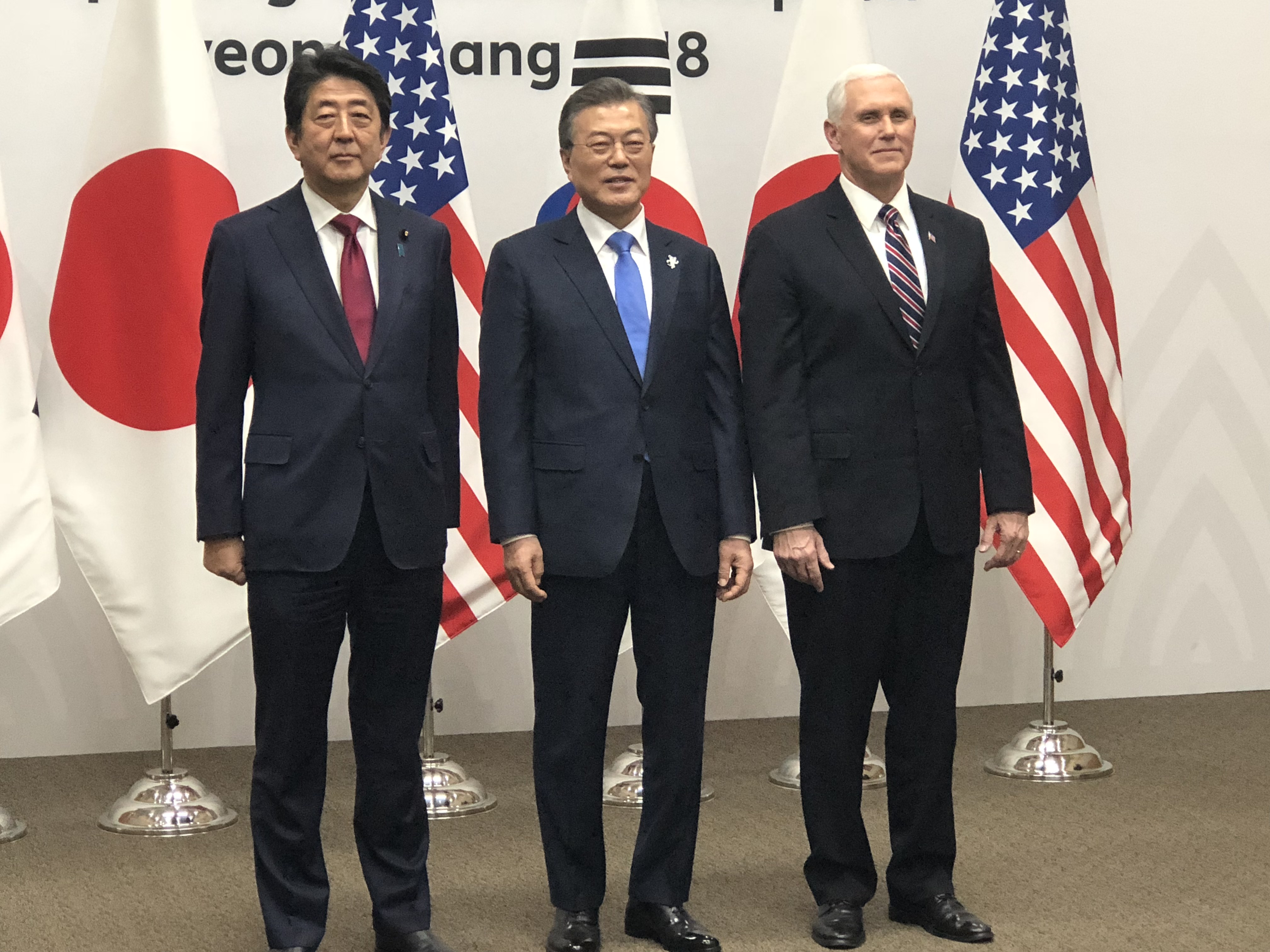
아베 신조 일본 총리, 문재인 한국 대통령, 마이크 펜스 미국 부통령

### 문재인 정부 시기의 한일 관계
2018년 한일 관계는 강제 징용공에 대한 양국 정부 간의 시선 차이, 한일 레이더 갈등, 위안부 합의의 사실상 파기 등의 영향으로 인하여 가히 최악의 해를 보냈다. 2018년 10월 30 10월 3일에는 한국의 대법원이 신일본제철에 대하여 태평양 전쟁 시절 강제로 노역시킨 강제 징용공들에게 보상금을 배상하라는 판결을 내렸으며, 이에 일본 우익 세력들이 크게 반발하며 상당한 파장이 있었다. 일본은 외교청서에서 한일 관계에 대하여 서술할 때에 '미래지향적'이라는 단어를 삭제하였으며, '전략적 이익을 공유하는 가장 중요한 이웃'이라는 표현 역시 삭제하며 현재의 한일 관계에 대하여 가진 불만을 우회적으로 드러내었다. 대신 북일관계의 경우 '북한의 압력'을 삭제하였으며, 중국의 경우에도 이전보다 상당히 유화적인 어조로 내용을 작성하였다.

#### 한일 무역 분쟁 이후
일본은 2019년 7월 2일 일본 정부는 한국의 무역 관리 조건을 빌미로 삼아 전략물자 수출 절차 우대국인 백색국가(화이트리스트)에서 한국을 제외할 것이라고 발표했고, 8월 2일에 법에 수록되어 효력을 발휘하기 시작했다. 일본의 이같은 조치는 한국의 주력 산업인 반도체에 필수적인 포토레지스트, 액체 불화수소, 플루오린 폴리이미드 등의 재료들을 한국에 수입되는 것을 어렵게 하여, 한국의 경제에 타격을 가해 한국 정부에 압박을 가하기 위한 것이라고 해석되었다. 일본 정부의 공식적인 입장은 정치적인 조치가 아니라 경제적인 조치라고 밝히고 있으나, 상황적인 여건을 고려하였을 때 정치적인 의도가 깔려 있었다고 밖에 볼 수 없다.
이에 따라 한국인들의 반일 감정 격화로 불매운동이 일어나면서 대마도, 홋카이도 등 일본 비수도권 지역에 한국인들의 발길이 끊겼으며, 한일간 민간 교류도 크게 감소하였다. 또한 한국 정부도 이에 대항하여 한일군사정보보호협정(지소미아)를 만료시킬 것을 단언하며 양국 간의 골은 점점 깊어졌다. 7월에 조사된 한국 갤럽의 결과에 의하면, 한국 국민의 일본 호감도는 12%로 1991년 이래 28년만에 최저치로 떨어졌다. (95% 신뢰수준, 표본오차 ±3.1%포인트)
다만 일본인에 대한 호감도는 호감 41%, 비호감 43%로 2015년도 조사(호감 40%, 비호감 47%)보다 소폭 올랐다. 이번 조사에서도 이전 여론조사들과 비슷하게 20대의 일본/일본인 호감도가 가장 높았고, 60대 이상이 가장 낮았다. 또한 2019년 8월 일본을 방문한 한국인들은 전년 같은기간 대비 -48%라는 큰 감소폭을 보이기도 했다. 한때 증가추세에 있었던 일본인 관광객 수도 10월 기준 전년 대비 14% 줄어들면서 양국 간의 민간 교류도 점차 줄어들고 있는 추세이다. 또한 태풍 하기비스로 인한 일본의 천문학적인 피해 발생에도 한국 기부단체들은 동일본 대지진때와 달리 일본에 공개적으로 성금을 보낼 계획이 없다고 발표했다.
한편 2019년에 실시된 일본의 수출 규제 이후, 오히려 한국 기업들은 액체 불화수소 등 상당 부분의 소재들을 국산화하는 데에 성공하여 대체적으로 안정적인 수급을 이어갔다. 반면 일본 최대의 불화수소 업체였던 스텔라케미파는 실적이 크게 악화되는 등 고전을 면치 못하고 있으며, 상황이 이렇게 되자 요미우리 신문과 아사히 신문 등도 나서 이같은 문제 상황을 보도한 바 있다. 대한민국 정부는 일본이 제시한 수출 규제의 조건들, 예를 들어 △양국 간 정책대화를 통한 신뢰 관계 회복 △한국 측 관련 법령 개정 △수출 관리 인력 확대 등을 충족한 점을 들어 일본에게 수출 규제의 해제를 요구하였으나, 일본은 또다시 원론적인 입장을 고수하였고 결국 대한민국은 일본을 세계무역기구(WTO)에 제소하는 절차를 다시 밟기로 결정하였다. 이에 6월 19일 일본의 가지야마 히로시 경제산업상은 한국의 WTO제소가 유감이라고 밝혔다. 5월 30일, 미국의 트럼프 대통령이 중국을 견제하기 위한 목적으로 '시대에 뒤처진' G7 체제에한국, 인도, 호주, 러시아 등을 포함시키고 싶다고 입장을 밝혔으나, 아시아 유일의 G7 지위를 잃고 싶지 않았던 일본이 한국의 참여에 대하여 반대 의사를 밝혔다.
2020년 2월 8일에 도쿄 재일본한국YMCA회관에서 열린 2·8 독립선언 101주년 기념식에 참석한 남관표 일본 주재 대한민국 대사는 한일관계는 입술과 이 관계라면서 미래지향적으로 나가야 한다는 견해를 밝혔다.

#### 코로나19와 한일 관계
코로나19에 대한 일본 정부의 부실 대응과 국내 여론의 악화로 인해 2020년 3월 5일, 아베 총리는 3월 9일 0시부로 한국과 중국에서 온 입국자들을 2주간 대기(강제격리 아님, 호텔 등지에서 자가격리 요청) 및 대중교통 이용자제 요청을 하기로 결정했다. 추가로 중국과 한국의 비자를 3월 말까지 효력을 정지 시킬 것이며, 이같은 제한은 3월 말까지 시행한다고 한다. 또한 한국인의 일본 무비자 입국이 금지되어 일본여행시 새로이 비자를 발급받아야 하는 상황이 되었다. 이같은 아베 정부의 갑작스러운 행동에 대한민국 정부가 반발하여 즉각 9일 0시부터 발효되는 일본에 대한 무비자입국, 기존비자의 효력을 정지시키는 상응 조치를 취했다. 그리고 일본의 여행경보를 1단계에서 2단계로 상향조정한다고 밝혔다. 일본측은 한국인들의 입국제한에 대해 1만 명당 확진자수가 한국이 가장 많기 때문이라고 밝혔다. 이후 일본은 연이은 입국 금지 조치 연장을 하였고, 결국 6월 말까지 계속 효력을 발휘하게 하였다. 일본측의 조치로 인해 한일을 연결하는 항공노선이 극히 일부를 제외하고 대거 중단되었으며, 양국 간 하늘길은 코로나19 시국이라는 최악의 악재를 만나며 거의 봉쇄되다시피 하였다. 참고로 일본에 대해 곧바로 보복 조치를 취하는 등 지나치게 감정적으로 나온다는 지적이 나오자 청와대가 직접 나서서 반박했다.

### 윤석열 정부 시기의 한일 관계

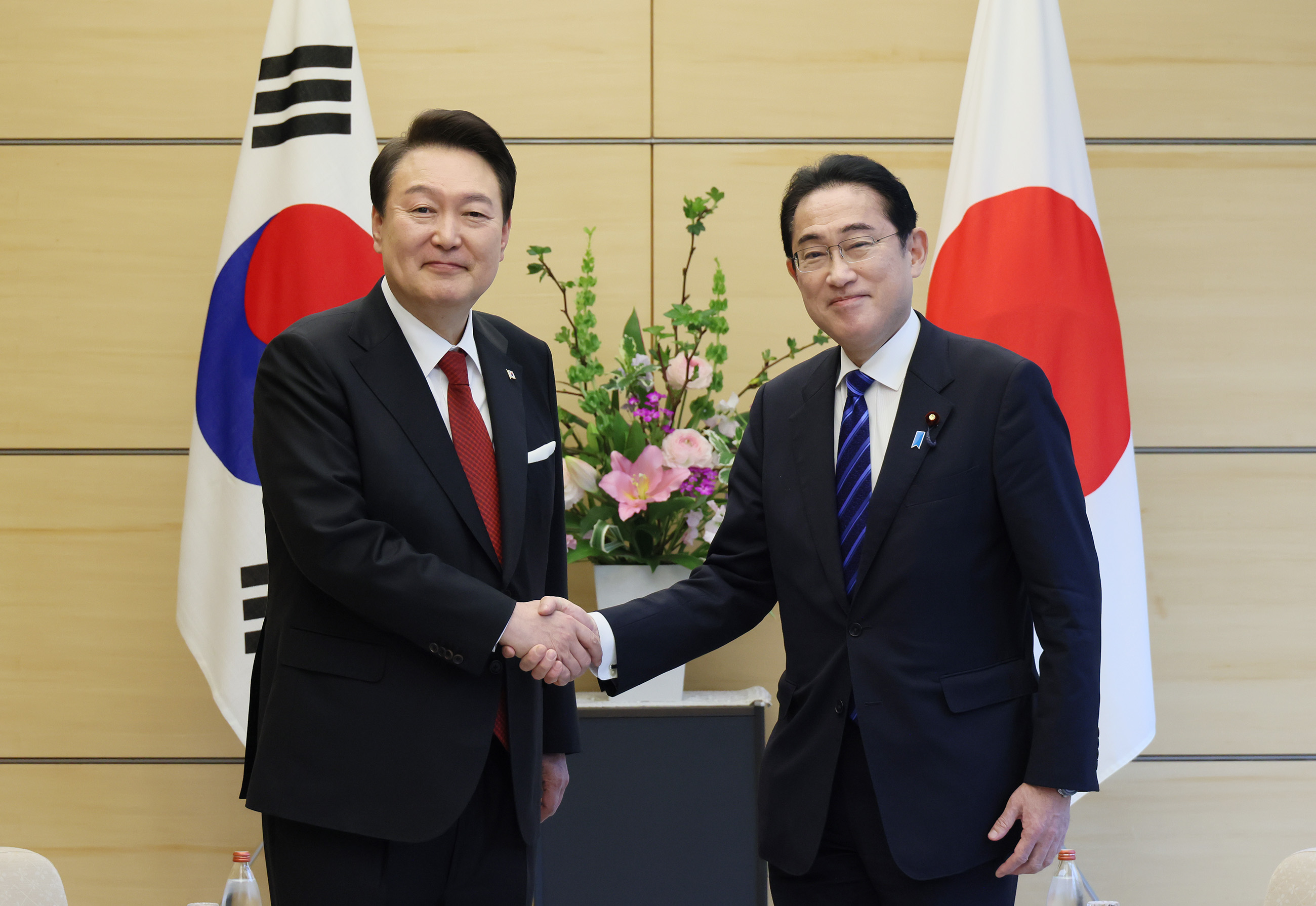
2023년 3월 한일 정상회담에서 윤석열 대한민국 대통령과 기시다 후미오 일본 총리

윤석열 정부가 출범하면서 문재인 정부 시절 악화되었던 한일관계의 개선 시도가 이루어져, 2023년 3월 윤석열 대통령의 방일과 함께 한일 간 셔틀외교가 12년만에 복원되었다.

## 정치

### 외무

#### 주일본 대한민국 대사관
1949년 1월, 주일본 한국대표부가 발족하고, 1962년 11월 재일동포 서갑호가 현 대사관 토지 및 건물을 한국정부에 기증하였다. 1965년 12월 주일본 한국대표부가 대사관으로 승격하였고, 1979년 9월 현 대사관 청사 및 관저를 신축하였다.
- 주일한국대사관 영사과
- 주일 한국 대사관 한국 문화원

역대 공관장
| 대수               | 이 름          | 임기                                               |
| ------------------ | -------------- | -------------------------------------------------- |
| 제1대 대표부 공사  | 정한경(鄭翰景) | 1949년 1월                                         |
| 제2대 대표부 공사  | 정환범(鄭桓範) | 1949년 1월~1950년 1월                              |
| 제3대 대표부 공사  | 신흥우(申興雨) | 1950년 2월~1950년 5월                              |
| 제4대 대표부 공사  | 김용주(金龍周) | 1950년 6월~1951년 5월                              |
| 제5대 대표부 공사  | 신성모(申性模) | 1951년 6월~1951년 12월                             |
| 제6대 대표부 공사  | 김용식(金容植) | 1952년 1월~1957년 5월                              |
| 제7대 대표부 공사  | 김유택(金裕澤) | 1957년 6월~1958년 9월                              |
| 제8대 대표부 공사  | 유태하(柳泰夏) | 1958년 10월~1959년 3월                             |
| 제9대 대표부 공사  | 유태하(柳泰夏) | 1959년 4월~1960년 4월                              |
| 제10대 대표부 공사 | 이재항(李載沆) | 1960년 7월~1960년 9월                              |
| 제11대 대표부 공사 | 엄요섭(嚴堯燮) | 1960년 10월~1961년 3월                             |
| 제12대 대표부 공사 | 이동환(李東煥) | 1961년 7월~1961년 12월                             |
| 제13대 대표부 공사 | 배의환(裵義煥) | 1962년 1월~1964년 10월                             |
| 제14대 대표부 공사 | 김동조(金東祚) | 1964년 11월~1965년 12월                            |
| 제1대 대사         | 김동조(金東祚) | 1965년 12월~1967년 10월                            |
| 제2대 대사         | 엄민영(嚴敏永) | 1967년 9월 16일 임명, 1967년 10월~1969년 12월 10일 |
| 제3대 대사         | 이후락(李厚洛) | 1970년 1월~1970년 12월                             |
| 제4대 대사         | 이호(李澔)     | 1971년 1월~1973년 12월                             |
| 제5대 대사         | 김영선(金永善) | 1974년 1월~1978년 12월                             |
| 제6대 대사         | 김정렴(金正濂) | 1979년 1월~1980년 8월                              |
| 제7대 대사         | 최경록(崔慶祿) | 1980년 9월~1985년 10월                             |
| 제8대 대사         | 이규호(李奎浩) | 1985년 11월~1988년 4월                             |
| 제9대 대사         | 이원경(李源京) | 1988년 4월~1991년 3월                              |
| 제10대 대사        | 오재희(吳在熙) | 1991년 3월~1993년 4월                              |
| 제11대 대사        | 공노명(孔魯明) | 1993년 4월~1994년 12월                             |
| 제12대 대사        | 김태지(金太智) | 1995년 1월~1998년 4월                              |
| 제13대 대사        | 김석규(金奭圭) | 1998년 5월~2000년 2월                              |
| 제14대 대사        | 최상용(崔相龍) | 2000년 3월~2002년 2월                              |
| 제15대 대사        | 조세형(趙世衡) | 2002년 2월~2004년 2월                              |
| 제16대 대사        | 나종일(羅鍾一) | 2004년 3월~2007년 2월                              |
| 제17대 대사        | 유명환(柳明桓) | 2007년 3월~2008년 3월                              |
| 제18대 대사        | 권철현(權哲賢) | 2008년 4월~2011년 5월                              |
| 제19대 대사        | 신각수(申珏秀) | 2011년 6월~2013년 5월                              |
| 제20대 대사        | 이병기(李丙琪) | 2013년 6월~2014년 7월                              |
| 제21대 대사        | 유흥수(柳興洙) | 2014년 8월~2016년 6월                              |
| 제22대 대사        | 이준규(李俊揆) | 2016년 7월~2017년 10월                             |
| 제23대 대사        | 이수훈(李洙勲) | 2017년 10월~2019년 4월                             |
| 제24대 대사        | 남관표(南官杓) | 2019년 5월~2021년 1월                              |
| 제25대 대사        | 강창일(姜昌一) | 2021년 1월~2022년 7월                              |
| 제26대 대사        | 윤덕민(尹德敏) | 2022년 7월~2024년 7월                              |
| 제27대 대사        | 박철희(朴喆熙) | 2024년 8월~현재                                    |

#### 주한 일본 대사
| 대수 | 성명              | 일본어 이름 | 부임 날짜        | 임기          | 비고                                                                  |
| ---- | ----------------- | ----------- | ---------------- | ------------- | --------------------------------------------------------------------- |
|      | 마에다 도시카즈   | 前田利一    | 1965년 12월 18일 | 1965년~1966년 | 임시대리대사, 한국어 구사 히키아게샤 출신 (일제 강점기 조선에서 출생) |
| 1    | 기무라 시로시치   | 木村四郎七  | 1966년 3월 9일   | 1966년~1968년 |                                                                       |
| 2    | 가나야마 마사히데 | 金山政英    | 1968년 7월 15일  | 1968년~1972년 |                                                                       |
| 3    | 우시로쿠 도라오   | 後宮虎郞    | 1972년 2월 28일  | 1972년~1975년 |                                                                       |
| 4    | 니시야마 아키라   | 西山昭      | 1975년 3월 10일  | 1975년~1977년 |                                                                       |
| 5    | 스노베 료조       | 須之部量三  | 1977년 7월 14일  | 1977년~1981년 | 주인도네시아 대사                                                     |
| 6    | 마에다 도시카즈   | 前田利一    | 1981년 5월 9일   | 1981년~1984년 | 한국어 구사 , 임시대사 이후 재부임                                    |
| 7    | 미카나기 기요히사 | 御巫淸尚    | 1984년 12월 14일 | 1984년~1987년 |                                                                       |
| 8    | 야나이 신이치     | 梁井新一    | 1987년 4월 4일   | 1987년~1990년 |                                                                       |
| 9    | 야나기 겐이치     | 柳健一      | 1990년 4월 9일   | 1990년~1992년 |                                                                       |
| 10   | 고토 도시오       | 後藤利雄    | 1992년 9월 1일   | 1992년~1994년 |                                                                       |
| 11   | 야마시타 신타로   | 山下新太郞  | 1994년 8월 17일  | 1994년~1997년 |                                                                       |
| 12   | 오구라 가즈오     | 小倉和夫    | 1997년 10월 20일 | 1997년~1999년 | 외무심의관                                                            |
| 13   | 데라다 데루스케   | 寺田輝介    | 2000년 2월 24일  | 2000년~2003년 |                                                                       |
| 14   | 다카노 도시유키   | 高野紀元    | 2003년 1월 24일  | 2003년~2005년 |                                                                       |
| 15   | 오시마 쇼타로     | 大島正太郎  | 2005년 8월 5일   | 2005년~2007년 | 주제네바 국제기관 일본 정부 대표부 대사                               |
| 16   | 시게이에 도시노리 | 重家俊範    | 2007년 9월 14일  | 2007년~2010년 | 주남아프리카 공화국 대사                                              |
| 17   | 무토 마사토시     | 武藤正敏    | 2010년 8월 5일   | 2010년~2012년 | 주쿠웨이트 대사, 한국어 구사                                          |
| 18   | 벳쇼 고로         | 別所浩郎    | 2012년 10월 30일 | 2012년~2016년 | 외무심의관                                                            |
| 19   | 나가미네 야스마사 | 長嶺安政    | 2016년 8월 25일  | 2016년~2019년 | 주네덜란드 대사, 외무심의관                                           |
| 20   | 도미타 고지       | 冨田浩司    | 2019년 12월 3일  | 2019년~2021년 | 주이스라엘 대사                                                       |
| 21   | 아이보시 고이치   | 相星孝一    | 2021년 2월 12일  | 2021년~2024년 | 주이스라엘 대사                                                       |
| 22   | 미즈시마 고이치   | 水嶋光一    | 2024년 5월 17일  | 2024년~현재   | 주이스라엘 대사                                                       |

일본 외무성은 사의를 표한지 오랜 기무라 시로시치 주한대사 후임으로 가나야마 마사히데 당시 폴란드 대사를 전임키로 방침을 굳히고, 한국정부에 아그레망을 신청한 것으로 1968년 4월 5일 알려졌다.

#### 양자 조약
양국은 한일기본조약(조약 제163호)을 비롯하여 많은 양자 조약을 체결하고 있다.
| 번호           | 조약명 | 발효일              |
| -------------- | --- | ------------------- |
| 조약 제163호   | 한일기본조약 | 1965년 12월 18일    |
| 조약 제167호   | 대한민국과 일본국간의 어업에 관한 협정에 관한 합의의사록 | 1965년 12월 18일    |
| 조약 제172호   | 대한민국과 일본국간의 재산 및 청구권에 관한 문제의 해결과 경제협력에 관한 협정                                                                                                 | 1965년 12월 18일    |
| 조약 제173호   | 대한민국과 일본국간의 재산 및 청구권에 관한 문제의 해결과 경제협력에 관한 협정에 대한 합의의사록(I)                                                                            | 1965년 12월 18일    |
| 조약 제182 호  | 대한민국과 일본국간의 문화재와 문화협력에 관한 협정에 대한 합의의사록 | 1965년 12월 18일 () |
| 조약 제183 호  | 분쟁의 해결에 관한 (대한민국 정부와 일본국 정부간의) 교환공문 | 1965년 12월 18일    |
| 조약 제190 호  | 대한민국과 일본국간의 무역협정 | 1966년 3월 24일     |
| 조약 제192 호  | 대한민국 정부와 일본국 정부간의 재산 및 청구권에 관한 문제의 해결과 경제협력에 관한 협정의 제1의정서 제7조 및 제1의정서의 실시세목에 관한 교환공문의 실시 세칙에 관한 각서교환 | 1966년 4월 19일     |
| 조약 제193 호  | 대한민국과 일본국간의 재산 및 청구권에 관한 문제의 해결과 경제협력에 관한 협정 제1조 2의 합동위원회의 기구와 기능에 관한 교환공문                                              | 1966년 4월 19일     |
| 조약 제2074 호 | 대한민국 정부와 일본국 정부 간의 원자력의 평화적 이용에 관한 협력을 위한 협정                                                                                                  | 2012년 1월 21일     |

#### 한·일 정기각료회의
일본은 국교수립에 의해 한국을 한반도의 유일 합법정부라고 인정하면서도 한편으로는 북한에도 하나의 오소리티가 있다는 입장을 버리려 하지 않았다. 이 때문에 일본 정부는 북한의 권위를 부정하기를 꺼려하고 있으며, 공식적인 관계를 제외한 민간차원의 대북한 교류를 묵인하는 태도를 취하여 매년 수출입이 증가되는 추세를 보이고 있으며, 인도주의의 명목하에 인사교류의 범위를 확대하여 자유민주당 의원을 포함한 정치인들의 평양방문을 허용하고, 스포츠 단체, 학자의 상호교류까지 인정하게 되었다. 이같이 비록 비공식적인 측면에서의 대북한 관계가 확대되는 경향이 있기는 하나, 현재까지 일본정부는 유엔문제를 비롯한 외교·정치문제에서 한국을 전폭적으로 지지해 왔으며, 경제적인 면에서도 한국에 많은 협력을 함으로써 한·일 관계는 대미관계 이상으로 밀착되어 왔다.
이러한 한·일 관계에서 국제관계·경제관계 등 양국 공통의 이해관계 사항을 종합적으로 토의·결정하는 중추적 역할을 해 온 것이 1967년부터 매년 정기적으로 개최되는 한·일 정기각료회의이다. 1972년까지는 이 약속대로 한일 정기 각료회담이 매년 예정대로 개최되어 양국간의 정치·경제적 협조가 잘 이루어져 왔으나 1973년에는 김대중 납치 사건으로 일본측이 개최 예정일을 바로 앞두고 연기해 버리는 등 결렬의 위기를 맞았다. 그러다가 1974년의 민청학련 사건과 육영수 저격 사건으로 각료회담은 완전 결렬되어 개최되지 못하고 있다가 양국간의 끈질긴 타협과 양보로 1975년 이후 계속 개최하게 되었다. 한일 각료회담은 한일 양국이 안고 있는 많은 현안 문제들을 가장 높은 정책적 차원에서 다룬다는 데 그 의의가 있으며, 이 회담과 병행하여 한일 경제 실무회담을 비롯한 각종 회담이 개최되고 있다.

### 정치적 현안
1965년에 한일 양국이 국교를 정상화한 이후 한일 관계는 급속히 긴밀해졌다. 그러나 양국의 관계가 긴밀화되었다는 것이 그들의 관계가 원만하다는 것은 결코 아니다. 양국의 협력 관계가 날로 심화됨에 따라서 새로운 정치적·경제적·문화적 문제들이 대두되고 있다. 양국간에는 아직까지 독도에 대한 영토권 문제와 제주도 남서일대의 대륙붕에 있어 석유자원의 소유권 및 개발권 문제 등 분쟁의 요소가 남아 있다.
그리고 일본이 역사적으로 대한민국의 영토인 독도에 대한 영유권을 주장하여 문제가 발생하고 있다. 또한 한반도와 일본 열도, 연해주 및 사할린섬에 둘러싸인 바다에 대한 호칭 및 명명(命名)에 대한 분쟁이 있다. 이 바다에 대하여 대한민국에서는 동해, 조선민주주의인민공화국에서는 ‘조선동해’라 부르는 반면 일본에서는 ‘일본해’라고 부른다. 현재 국제적으로는 일본해(Sea of Japan) 표기가 우세하지만, 점차 동해·일본해 병기로 확산되고 있다. 일본의 역사 교과서 왜곡 문제도 해결하여야 할 현안 중 하나이다. 야스쿠니 신사 참배 문제 또한 민감한 문제이다. 야스쿠니 신사는 제2차 세계 대전 당시 일본 제국의 전몰자와 전범들을 안치한 신사인데, 일본 정치인들의 참배에 대하여 대한민국을 포함한 아시아 국가들은 반대하고 있다.

#### 독도 분쟁
독도 분쟁은 대한민국과 일본 사이에서 독도 영유권을 둘러싼 분쟁을 말한다.
현재, 한일 양국 은 독도 외에 동해에 있는 여러 섬들에 대해 영유권 분쟁 중이다. 현재 독도를 실효 지배하는 국가는 대한민국이다.
삼국사기, 조선왕조실록과 같은 역사적 문헌, 지리, 지도, 백과사전 등에 기록된 우산도를 대한민국 측은 독도라고 주장하고 있으며, 일본 측은 우산도가 독도가 아니라고 주장한다. 대한민국은 일본 측의 입장이 일관성이 없으며, 대체적으로 울릉도 본섬을 제외한 또 다른 섬이 있다는 것은 인정하나, 그러면 도대체 어느 섬이 우산도인지 확실이 증명하지 못하고, 또한 우산도를 죽서(竹嶼), 관음도 (觀音島), 울릉도, 혹은 존재하지 않는 섬이라고 하는 등 상황에 따라서 주장을 바꾸고 있다는 점을 들어 일본 측의 주장이 정당하지 않다고 주장한다. 또한 대한민국 측은 일본 측이 대한민국 측의 자료를 건건마다 부정하기 위해서 결론을 미리 정해 놓고 다양한 우산도 자료를 끌어 맞춰 사용하고 있으며, 현재 그들의 우산도 추측에는 확실한 근거 자료도, 일관성도 존재하지 않는다고 주장한다. 2005년 3월 시마네현이 다케시마의 날 안을 통과했다. 경상북도는 시마네 현과의 자매 관계를 끊었으며, 10월을 ‘독도의 달’로 지정해 도지사에게 일본측의 공무원 등의 방문을 규제할 수 있는 권한을 주는 조례안을 가결했다.
2012년 8월에 이명박 대통령이 대한민국 대통령으로서는 최초로 독도를 방문하여 한일 관계가 급속히 냉각되었고 이에 반발한 일본정부가 독도를 국제사법재판소에 제소하자고 제안했으나 대한민국 정부는 고유영토인 독도를 일본 정부가 국제분쟁지역화 시키려는 의도라 판단하고 이에 전혀 응하지 않았다.

#### 동해의 명칭에 관한 문제

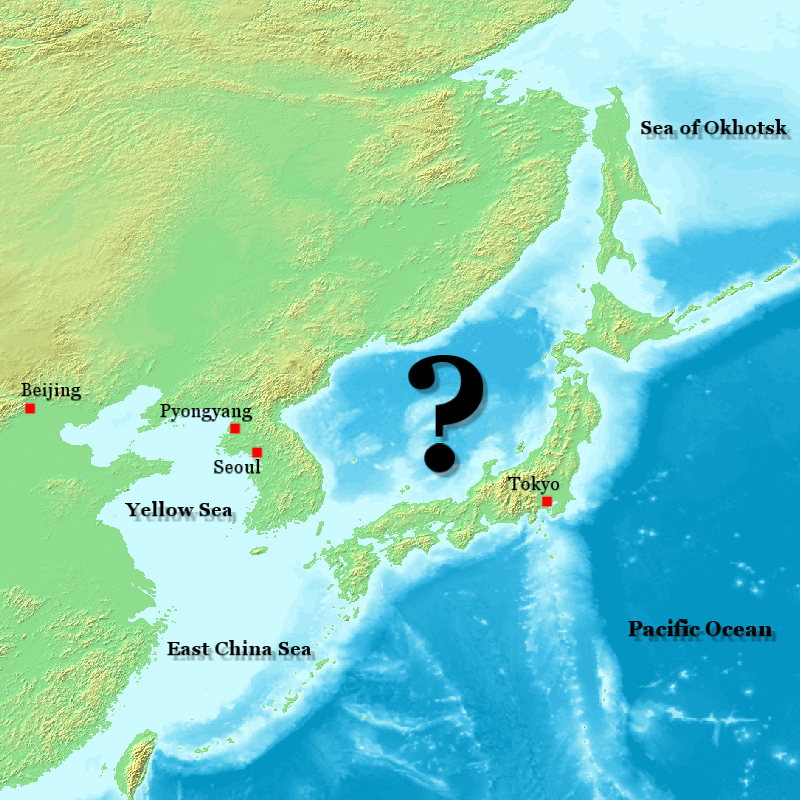
현재 일본은 위 바다를 "일본해"(Sea of Japan)로 부르자고 주장하고 있다.

한반도와 일본 열도, 연해주 및 사할린섬에 둘러싸인 바다에 대한 호칭 및 명명(命名)에 대한 분쟁이 있다. 이 바다는 대한민국, 조선민주주의인민공화국, 일본, 러시아 등 4개국의 주권과 관할권이 미치는 해역으로, 이들 연안국의 영해와 배타적 경제 수역으로 구성되어 있다.
현재 대한민국에서는 "동해"(東海), 북조선에서는 "조선동해"(朝鮮東海), 일본에서는 "니혼카이"(日本海), 러시아에서는 "야폰스코예 모레"(Японское море, 일본해의 러시아식 명칭)로 부르고 있으며, 한국과 일본 양측의 주장이 대립하고 있다.
이 분쟁은 양측이 국내에서 사용하는 명칭에 관한 것이 아니라, 국제적으로 통용되는 표준 명칭에 관한 것이다. 한국에서는 동해가 역사적으로 '동해(Oriental Sea)' 또는 '한국해(Sea of Korea)'로 불려 왔으므로 '동해(East Sea)'로 불러야 한다고 주장한다. 반면 일본은 '일본해(Sea of Japan)'가 19세기부터 국제적으로 통용된 이름이며 이를 그대로 써야 한다고 주장한다. 조선민주주의인민공화국은 대한민국의 입장을 지지하지만 '조선동해(East Sea of Korea)'로 표기하기를 주장한다.

## 경제

### 무역
2002년 3월 22일, 서울에서 열린 고이즈미 일본 총리와 김대중 대통령 간의 한일 정상회담에서, 상호 관세를 철폐하는 자유무역협정(FTA)을 줄기로 하는 한일경제동맹의 실현을 위해, 산업계, 관계, 학계의 3자로 구성되는 공동연구회의 설치가 합의되었다. 2024
년내에 실질적으로 교섭을 종료한다는 데에 일치하였으나, 그 실현은 이루지 못하고 있다. 한일간의 FTA가 실현된다면 인구 1.7억명, 국내총생산(GDP) 약 5조 달러의 거대시장이 출현하게 된다. 그 배경에는 중국의 아시아 시장지배와 경쟁하기 위하여, 고도의 기술수준을 지닌 경제의 동맹에 의해 비교우위를 점하려는 생각이 있다.

### 교통
한국과 일본은 서로 가까운 거리에 위치하고 있어 비교적 교통이 발달하였다. 한국의 대한항공, 아시아나항공과 일본의 일본항공, 전일본공수, 스카이마크 항공 등의 항공사가 한국의 인천국제공항 등 4개 공항, 일본의 나리타 국제공항 등 25개 공항을 통해 많은 정기 및 전세기 노선을 운항하고 있다. 또한 미국의 노스웨스트항공, 델타항공, 유나이티드항공은 인천국제공항에서 나리타 국제공항을 거쳐 미국으로 가는 정기 노선을 운항하고 있으며, 대한항공 001편도 인천에서 나리타를 거쳐 호놀룰루로 운항하고 있다. 부산발전연구원은 2009년 1월, 부산-쓰시마섬-후쿠오카(222.6 km)를 연결하는 한일 해저터널 구상을 내놓았고, 이어 한국 정부(국토해양부)는 한-일 간 해저터널의 기술적, 경제적 타당성을 연구 중이라고 2010년 9월 밝혔다.
| 서울/인천 \|\| align=center\|ICN \|\| align=center\|RKSI \|\| 인천 | ○대한항공(15개): 가고시마, 고마쓰, 구시로, 나가사키, 니가타, 도쿄(나리타), 나고야(주부), 삿포로, 시즈오카, 아오모리, 아키타, 오사카(간사이), 오카야마, 하코다테, 후쿠오카 ○아시아나항공(20개): 도쿄(나리타, 하네다), 나고야(주부), 오사카(간사이), 후쿠오카, 센다이, 아사히카와, 미야자키, 히로시마, 구마모토, 오조라, 도야마, 하코다테, 다카마쓰, 후쿠시마, 마쓰야마, 오키나와, 시즈오카, 이바라키, 요나고 ○제주항공(2개): 오사카(간사이), 키타큐슈 ○진에어(1개): 삿포로 ○이스타 항공(2개):삿포로, 도쿄(나리타) ○티웨이항공(1개):후쿠오카 ○ 델타 항공 :도쿄(나리타) ○ 콘티넨탈 항공: 도쿄(나리타), 나고야(주부) ○ 이란 항공 : 도쿄(나리타) ○ 이집트 항공: 오사카 |
| 제주 \|\| align=center\|CJU \|\| align=center\|RKPC \|\| 제주      | ○ 대한항공: 나고야, 도쿄(나리타), 오사카 ○ 아시아나항공: 후쿠오카 |
| 부산/김해 \|\| align=center\|PUS\|\|align=center\|RKPK \|\| 김해   | ○ 대한항공: 나고야(주부), 도쿄(나리타), 도쿄(하네다), 마닐라, 방콕, 베이징, 상하이(푸둥), 오사카, 칭다오, 하노이, 홍콩, 후쿠오카, 삿포로 ○ 아시아나항공: 도쿄(하네다), 오사카, 후쿠오카 ○ 에어부산: 후쿠오카, 오사카 ○ 델타항공: 도쿄(나리타) |
| 서울/김포 \|\| align=center\|GMP\|\|align=center\|RKSS \|\| 김포   | ○ 대한항공: 도쿄(하네다), 오사카(간사이) ○ 아시아나항공: 도쿄(하네다), 오사카(간사이) ○ 제주항공: 오사카(간사이), 나고야 ○ 코리아 익스프레스 에어: 쓰시마 |
| 청주 \|\| align=center\|CJJ \|\| align=center\|RKTU \|\| 청주      | ○ 대한항공: 오사카(간사이) |
| 도쿄 \|\| align=center\|NRT \|\| align=center\|RJAA \|\| 나리타    | ○ 일본항공: 서울(인천), 부산, 제주 ○ 전일본공수: 서울(인천) |
| 오사카 \|\| align=center\|KIX \|\| align=center\|RJBB \|\| 간사이  | ○ 일본항공: 서울(인천), 서울(김포), 부산, 제주 ○ 전일본공수: 서울(인천), 서울(김포) |
| 나고야 \|\| align=center\|NGO \|\| align=center\|RJGG \|\| 주부    | ○ 일본항공: 부산, 서울(인천) ○ 전일본공수: 서울(인천) |
| 도쿄 \|\| align=center\|HND \|\| align=center\|RJTT \|\| 하네다    | ○ 일본항공: 서울(김포) ○ 전일본공수: 서울(김포) |

## 사회

### 일본의 역사교과서 문제
수 차례 교과서 기술이나 강연회, 정치인의 발언 등에서 일본의 과거사 인식이 문제가 되었다. 1980년대 중반에는 일본의 역사교과서의 내용에 대한 반발로 시정을 요구하기도 했으며, 2001년에는 한일역사공동연구위원회를 조직하여 2010년에 그 결과를 발표하는 등 양국의 시각차를 줄이려는 노력이 있었으나, 교과서에 대한 논란은 현재도 진행 중이다.

## 같이 보기
- 한일의원연맹
- ENDLESS RAIN
- LINE